# Anisozyga lithocrossa
Anisozyga lithocrossa är en fjärilsart som beskrevs av Edward Meyrick 1889. Anisozyga lithocrossa ingår i släktet Anisozyga och familjen mätare. Inga underarter finns listade i Catalogue of Life.